# Сан-Лоренсо (Чиуауа)
Сан-Лоренсо (исп. San Lorenzo) — посёлок в Мексике, штат Чиуауа, входит в состав муниципалитета Доктор-Белисарио-Домингес и является его административным центром. Численность населения, по данным переписи 2010 года, составила 441 человек.

## Общие сведения
13 мая 1641 года генерал Хуан де Барраса обнаружил в этих местах деревню Тетеаки индейцев тараумара. В 1642 году рядом с этой деревней была основана миссия иезуитов San Lorenzo, названная в честь Святого Лаврентия.

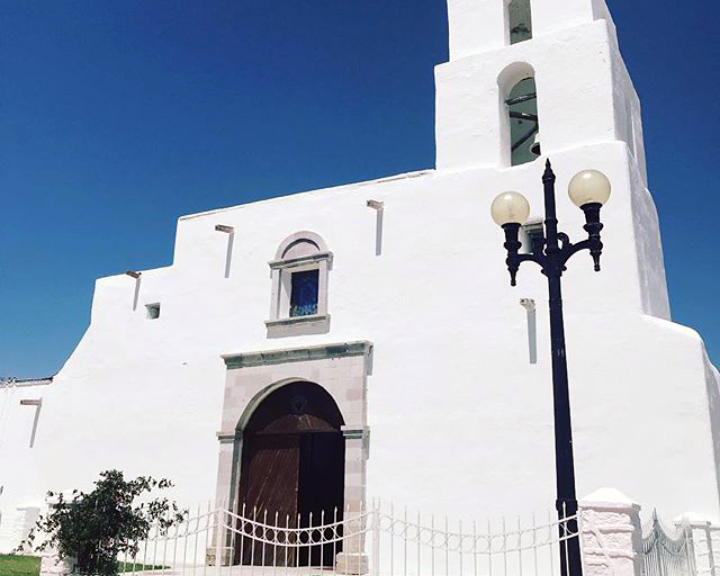
Церковь Святого Лоренсо